# Hoyo Colorao
Hoyo Colorao ist eine kubanische Band aus acht Mitgliedern, deren Musik Elemente der Nueva Trova und des Rap verbindet.

## Mitglieder
- Karoll Pérez Zambrano – Bandleader und Gitarre
- Humberto Escuela Fernández – DJ und Tontechniker

Außerdem dabei sind Blechbläser, Percussion-Instrumente, Keyboards, Bass und Sequenzer.

## Biografie
Im Jahr 2000 entwickelte Humberto die Idee für das Projekt und tat sich mit Karoll aus Experimentierfreude zusammen, um herauszufinden, was passieren würde, wenn sie ihre Talente kombinierten.
Was die beiden von Anfang an verband, war ihr Wunsch, musikalisch Stellung zu beziehen gegen soziales Elend und Krieg. So entstand aus karibischer Musiktradition und Elementen des Rap eine eigenständige Spielart, in der melodischer Gesang und rhythmischer Sprechgesang einander abwechseln und sich zu einem komplementären Ganzen mit akzentuiert politischen Inhalten fügen.
Neben Kritik am Irak-Krieg, besingen sie das soziale Schicksal eines Kubaners, der sich nach Miami durchschlägt, um sich materiell zu verbessern und als Gescheiterter in die Heimat zurückkehrt.
Der Name der Band bezieht sich auf den westlich von Havanna gelegenen Heimatort der Bandgründer: Bevor er den heute verwendeten Namen Bauta erhielt, wurde er wegen seiner Lage in einer Senke und der typischen roten Erde von den Durchreisenden Hoyo Colorado genannt, auf Deutsch: „Farbiges Loch“.

## Konzertreisen
Eine Blitztournee als Gäste von LatinArt führte die Band 2005 durch Dortmund, Düsseldorf, Köln, Bochum, Wuppertal und Hagen.

## Diskografie
- Mini-CD – „Johnny La Mula“ , Johnny La Mula, Di que no, Desjame vivir, Di que no (Video), 2006 erschienen bei Verlag „pläne“ GmbH
- Album „Todo Se Sabe“ (11/2006) erschienen bei Verlag „pläne“ GmbH